# Командный чемпионат СССР по переписке 1966—1968
Командный чемпионат СССР по шахматам по переписке 1966—1968 — 1-й чемпионат.

## Командные результаты
1. РСФСР — 78 очков из 120
2. Эстония — 72
3. Ленинград — 68
4. Москва — 67½
5. Украина — 66
6. Белоруссия — 61
7. Казахстан — 60½
8. Латвия — 60½
9. Узбекистан — 53
10. Молдавия — 42
11. Армения — 28½

## Индивидуальные результаты команды-победительницы
1. Н. Копылов — 7 очков из 10
2. А. Гильман — 5½
3. А. Мацукевич — 7½
4. В. Скоторенко — 5
5. А. Черненко — 7
6. Н. Покровский — 5
7. М. Клецель — 7
8. Г. Сорокин — 7½
9. В. Жабо — 2½
10. В. Тимофеев — 7
11. Б. Пугачёв — 8
12. И. Аброшина — 9

## Турнир первых досок
1. Э. Куускмаа  (Эстония) — 7½ очков из 10
2. Н. Копылов (РСФСР) — 7
3—4. В. Люблинский (Москва), А. Толуш (Ленинград) — по 6½
5. А. Сокольский (Белоруссия) — 6
6. Ш. Гилезетдинов (Казахстан) — 5½
7. П. Шадурский (Латвия) — 4½
8. A. Лутиков (Молдавия) — 4
9. А. Банник / А. Янгарбер (Украина) — 3½
10. Г. Борисенко (Узбекистан) — 2½
11. Л. Григорян (Армения) — 1½

## Лучшие результаты по доскам
1. Э. Куускмаа — 7½ очков
2. Я. Мурей (Москва) — 7
3. А. Мацукевич — 7½
4. И. Голяк (Казахстан) — 7½
5. Ю. Зелинский (Латвия) — 8
6. В. Иванченко (Украина), Г. Паккерт (Узбекистан) — по 6½
7. Т. Ыйм (Эстония) — 7½
8. Г. Сорокин — 7½
9. Г. Антипов (Казахстан), Г. Котенко (Украина) — по 8
10. У. Страутиньш (Латвия) — 8½
11. Б. Пугачёв — 8
12. И. Аброшина, Л. Кристол (Ленинград) — по 9